# ジョシュ・ディクソン
ジョシュ・ディクソン（Josh Dickson、1994年11月2日 - ）は、ジャパンラグビーリーグワントヨタヴェルブリッツに所属するラグビー選手。

## プロフィール
- オーストラリア・パース出身[1]。
- ポジションはロック(LO)。
- 身長 200 cm、体重 117 kg
- U20ニュージーランド代表に選ばれたことがある[2]。
- マオリ・オールブラックスに選ばれたことがある[3]。
- All Blacks XVに選ばれたことがある[4]。

## 略歴
オタゴボーイズ高校卒業後、オタゴ、ハイランダーズを経て、2017年、ハイランダーズに加入。
2023年、トヨタヴェルブリッツに加入。同年12月16日に行われたJAPAN RUGBY LEAGUE ONE第2節横浜キヤノンイーグルス戦にて途中出場でリーグワン公式戦初出場を果たした。